# Mesa de la Providencia
Mesa de la Providencia är en ort i Mexiko.   Den ligger i kommunen Nochistlán de Mejía och delstaten Zacatecas, i den centrala delen av landet, 400 km nordväst om huvudstaden Mexico City. Mesa de la Providencia ligger 2 289 meter över havet och antalet invånare är 152.
Terrängen runt Mesa de la Providencia är kuperad. Runt Mesa de la Providencia är det ganska glesbefolkat, med 25 invånare per kvadratkilometer. Närmaste större samhälle är Nochistlán, 19,9 km söder om Mesa de la Providencia. I omgivningarna runt Mesa de la Providencia växer huvudsakligen savannskog.